# اچ‌اس‌دابلیوام‌اس سیلاندر
اچ‌اس‌دابلیوام‌اس سیلاندر (به انگلیسی: HSwMS Psilander) یک کشتی است که طول آن ۶۹ متر (۲۲۶ فوت ۵ اینچ) می‌باشد. این کشتی در سال ۱۸۹۹ ساخته شد.